# Tescott
Tescott är en ort i Ottawa County i Kansas. Orten har fått sitt namn efter markägaren T.E. Scott. Vid 2010 års folkräkning hade Tescott 319 invånare.